# Copiah County
Copiah County ist ein County im US-Bundesstaat Mississippi. Der Verwaltungssitz (County Seat) ist Hazlehurst, das nach George Hazlehurst benannt wurde, einem Ingenieur der Eisenbahn. Das U.S. Census Bureau hat bei der Volkszählung 2020 eine Einwohnerzahl von 28.368 ermittelt.

## Geographie
Das County liegt im mittleren Südwesten von Mississippi, ist im Westen etwa 50 km von Louisiana und dem Mississippi River entfernt und hat eine Fläche von 2019 Quadratkilometern, wovon sieben Quadratkilometer Wasserfläche sind. Es grenzt an folgende Countys:
|                  | Hinds County   |                 |
| Claiborne County |                | Simpson County  |
| Jefferson County | Lincoln County | Lawrence County |

## Geschichte
Das Copiah County wurde am 21. Januar 1823 aus Teilen des Hinds County gebildet. Benannt wurde es nach einem indianischen Wort, das übersetzt Schreiender Panther bedeutet.
32 Bauwerke und Stätten des Countys sind im National Register of Historic Places eingetragen (Stand 1. Februar 2018).

## Demografische Daten

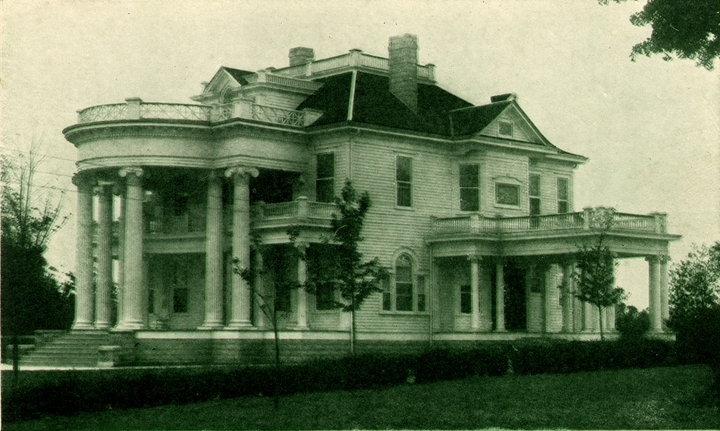
R. L. Covington House in Hazlehurst, gelistet im NRHP

Alterspyramide des Copiah Countys (Stand: 2000)

Nach der Volkszählung im Jahr 2000 lebten im Copiah County 28.757 Menschen in 10.142 Haushalten und 7.494 Familien. Die Bevölkerungsdichte betrug 14 Personen pro Quadratkilometer. Ethnisch betrachtet setzte sich die Bevölkerung zusammen aus 47,80 Prozent Weißen, 50,95 Prozent Afroamerikanern, 0,07 Prozent amerikanischen Ureinwohnern, 0,16 Prozent Asiaten, 0,01 Prozent Bewohnern aus dem pazifischen Inselraum und 0,46 Prozent aus anderen ethnischen Gruppen; 0,54 Prozent stammten von zwei oder mehr Ethnien ab. 1,15 Prozent der Bevölkerung waren spanischer oder lateinamerikanischer Abstammung, die verschiedenen der genannten Gruppen angehörten.
Von den 10.142 Haushalten hatten 34,4 Prozent Kinder unter 18 Jahren, die mit ihnen lebten. 48,7 Prozent waren verheiratete, zusammenlebende Paare, 20,1 Prozent waren allein erziehende Mütter und 26,1 Prozent waren keine Familien. 23,6 Prozent aller Haushalte waren Singlehaushalte und in 10,3 Prozent lebten Menschen im Alter von 65 Jahren oder darüber. Die durchschnittliche Haushaltsgröße lag beu 2,71 und die durchschnittliche Familiengröße bei 3,20 Personen.
26,9 Prozent der Bevölkerung war unter 18 Jahre alt, 12,5 Prozent zwischen 18 und 24, 26,8 Prozent zwischen 25 und 44, 21,1 Prozent zwischen 45 und 64 Jahre alt und 12,7 Prozent waren 65 Jahre oder älter. Das Durchschnittsalter betrug 34 Jahre. Auf 100 weibliche kamen statistisch 92,9 männliche Personen und auf 100 Frauen im Alter von 18 Jahren oder darüber kamen 89,1 Männer.

Das durchschnittliche Einkommen eines Haushaltes betrug 26.358 USD, das einer Familie 31.079 USD. Männer hatten ein durchschnittliches Einkommen von 28.763 USD, Frauen 20.104 USD. Das Prokopfeinkommen lag bei 12.408 USD. Etwa 22,0 Prozent der Familien und 25,1 Prozent der Bevölkerung lebten unterhalb der Armutsgrenze.

## Städte und Gemeinden
| - Beauregard - Crystal Springs - Hazlehurst | - Georgetown - Wesson |